# Lukrunu
Lukrunu (gr. Λουκρούνου) – wieś w Republice Cypryjskiej, w dystrykcie Pafos. W 2011 roku liczyła 4 mieszkańców.